# Cliona pocillopora
Cliona pocillopora är en svampdjursart som beskrevs av Bautista-Guerrero, Carballo, Cruz-Barraza och Nava 2006. Cliona pocillopora ingår i släktet Cliona och familjen borrsvampar. Inga underarter finns listade i Catalogue of Life.